# Les Naufragés du Hollandais volant
Les Naufragés du Hollandais-Volant  est une trilogie pour la jeunesse écrite par Brian Jacques, auteur britannique, dont le premier tome, portant le même nom, a été publié en avril 2001. Les trois tomes sont :
- Les Naufragés du Hollandais volant (Castways of the flying Dutchman), 2001
- Le Pirate et la Sorcière (The Angel's command), 2003
- Voyages d'esclaves (Voyage of Slaves), 2006

## Histoire
Ces romans sont basés sur la légende du Hollandais volant, vaisseau fantôme hantant les mers, condamné à errer pour l'éternité à cause de la malédiction que le ciel a infligé à son équipage et son capitaine pour les crimes et les blasphèmes dont ils sont coupables. Les héros de cette œuvre sont un jeune garçon prénommé Ben et son labrador Ned, jadis embarqués sur le Hollandais volant, mais préservés de la malédiction divine par leur innocence. Ils sont tout de même touché par le destin de l'équipage dans le sens qu'ils ne peuvent vieillir. Alors, l'Ange qui apparut au cap Horn pour condamner le Hollandais volant à l'errance leur donna pour mission de secourir la cause des justes et des opprimés. Cette mission est montrée par exemple dans le premier volume lorsque Ben et Ned vont secourir les habitants d'un village anglais menacé de destruction par une entreprise d'exploitation de charbon en retrouvant les titres de propriétés cachés de la descendante des seigneurs du village. Ou encore dans Le Pirate et la Sorcière quand ils doivent triompher d'une famille démoniaque incarnant le Mal contre qui ils doivent lutter pour récupérer le neveu volé du seigneur de la ville voisine. Mais toujours, à chaque victoire, les deux compagnons sont contraints de partir pour ne pas voir leurs amis vieillir alors qu'ils resteront éternellement jeunes. L'un des messages principaux véhiculés par ce livre est "la certitude que Dieu triompherait du mal, toujours!" .
Le tome 1 intitulé Les Naufragés du Hollandais volant narre en un premier lieux les évènements antérieurs à la malédiction: Comment Ben s'est enfui de chez lui, comment il fut poussé à l'eau puis recueilli comme esclave du cuisinier à bord du Hollandais volant, puis comment il fit la connaissance de Danemark avant qu'il ne l'adopte et ne le cache à bord du navire, comment l'équipage multipliait ses mauvaises actions et comment le capitaine, défiant la volonté divine tenta de passer le cap Horn avant de blasphémer, à la suite de quoi il fut condamné ainsi que son équipage à errer sur les mers durant l'éternité. Puis, Ben et Ned se retrouve sur la côte sud-américaine, Ben peut parler et communiquer mentalement avec le chien. Ils sont tous deux recueillis par un éleveur. À la mort de dernier, il s'en vont errer dans le monde secourir les faibles. Puis, en 1896 soit 276 ans après, les deux héros se retrouvent à Chapelval, menacé de destruction par une exploitation de calcaire. Ils vont alors aider Mrs Winn, légitime héritière du village, à faire valoir ses droits soutenus notamment par Amy, Alex, Jon, Will, le gendarme et le bibliothécaire contre Mr Smithers, allié à l'agence que représente Maud Bowe, aidé par son fils Wilf, son amie Regina et sa bande. Pour ce faire, ils doivent trouver la solution à l'énigme des évangélistes...

### Histoire du tome 2
le tome 2 intitulé Le Pirate et la Sorcière débute à Carthagène en 1628 lorsque Ben et Ned aident le capitaine boucanier Thuron à déjouer la tricherie au jeu de son rival le capitaine Rocco Madrid. Vexé, celui-ci poursuivra la Marie à bord du Diablo; Mais ils sont tous également pourchassé par la Belle-du-Devon dirigée par le corsaire anglais Tear. Une véritable poursuite maritime va s'engager qui finira sur les côtes françaises par l'intervention de la Marine Française. Ensuite, Ned et Ben arriverons dans la ville Véron accompagné de Karay, la chanteuse en fuite et de Dominique, le portraitiste incomparable. Là, ils feront la connaissance du comte de Brégon à qui les Razan, famille criminelle terrorisant les environs, a ravi le neveu et fils adoptif. Les quatre amis se mettent donc à la recherche de ce dernier, ce qui les ménera dans les montagnes jusque dans les grottes où se cachent les Razan, là où règne la terrible Maguda, dont les yeux domine ceux qui les croisent. Aidé d'Arnela, l'éleveuse de chèvres solitaires, ils devront braver les avalanches, les coups de feu, les crevasses et les potions maléfiques de Maguda, représentation du mal sur terre.

## Personnages

### Personnages communs aux trois volumes
- Ben est un jeune garçon muet qui s'est enfui de chez lui et s'est retrouvé par hasard embarqué sur le Hollandais volant où on le prénomma Nab (Nabuchodonosor). Il trouva un chien errant qu'il appela Danemark du nom du pays où il l'avait découvert. Après la malédiction du capitaine Vanderdecken et de son équipage, il fut rejeté sur les côtes sud-américaines où il changea son nom en ben et retrouva la parole.
- Ned est un chien errant trouvé par Ben sur les côtes du Danemark d'où son premier nom. Après la malédiction, il prit le nom de Ned et put communiquer mentalement avec son compagnon.
- Le Capitaine Vanderdecken est un capitaine hollandais dirigeant le Hollandais volant, il allait prendre clandestinement un chargement d'émeraudes sous couvert du transport d'une marchandise quelconque. Il essaya par 3 fois de franchir le Cap Horn, risquant la perte de son équipage, puis, ayant échoué, il s'en prit à Dieu et celui-ci envoya un ange pour le maudire et le contraindre à toujours errer sur les mers. Ils poursuit les deux héros dans leurs plus sombres cauchemar.
- L'Ange du Seigneur est la créature céleste qui provoqua la malédiction du Hollandais volant et confia aux deux héros cette mission si particulière. Il intervient parfois pour les guider vers une personne à secourir et leur indiquer le moment où ils devront la quitter.

### Personnages propres aux premier tome
- Winnie Winn est une vieille dame descendante des propriétaires du village de Chapelvale, village menacé de destruction au profit d'une exploitation, ce à quoi elle s'oppose formellement. Pour faire valoir ses droits, elle doit retrouver les titres de propriété.
- Obadiah Smithers est un riche habitant de Chapelval qui s'est allié à l'agence désirant sa destruction. Pour cela, il envoie son fils et sa bande martyriser Mrs Winn pour la contraindre à quitter le village.
- Maud Bowe est la fille d'un des patrons de l'agence ennemie de Chapelval. Pour soutenir son père, elle va plus loin que Mr Smithers et fait quérir trois brutes pour faire céder Mrs Winn.
- Amy Somers est une jeune fille dynamique du même âge que Ben qui va l'aider tout au long de sa mission car elle ne veut pas non plus la destruction du village.
- Alex Somers est son frère cadet, son tempérament timide s'estompera au fil du récit pour qu'il puisse pleinement aider les héros.
- Wilf Smithers est un jeune garçon chef d'une troupe de jeunes, secondé par Regina, il soutiendra son père durant toute l'histoire en essayant de mettre les bâtons dans les roues de Ben.
- Jon est un ancien marin, résident de l'ancien hospice en ruine. On le prend pour dangereux et nul n'ose l'approcher jusqu'à ce que Ben le rencontre et le rallie à sa cause. Il lui sera d'un grand secours.
- Divers habitants du village qui, au fur et à mesure, vont rejoindre le groupe luttant pour trouver le moyen de préserver le village et de rendre à Mrs Winn ses droits dessus.

### Personnages propres au second tome
- le capitaine Thuron est un boucanier français dirigeant la Petite-Marie, Ben et Ned sont engagés à son bord car ils sont ses portes-bonheur.
- Rocco Madrid est un pirate espagnol rival de Thuron qui lui a pris une grosse fortune et qui tente de le rattraper à bord du Diablo
- le capitaine Teal est un corsaire anglais à la tête de la Belle-du-Devon qui tente d'attaquer Rocco et Thuron.
- Karay est une jeune fille que Ben et Ned ont délivré d'un homme qui la retenait. Elle gagne sa vie en chantant et s'engage aux côtés de Ben pour retrouver le neveu du comte de Brégon, enlevé par la famille de sa mère.
- Dominique dit le croqueur de visage est un portraitiste hors pair qui se joindra également à Ben, Ned et Karay.
- Adamon est le neveu du comte de Brégon qui l'a élevé avant qu'il ne soit enlevé par les Razan, sa famille maternelle.
- Maguda Razan est le maître absolu de la famille des Razan, famille hors la loi et criminelle terrorisant les alentours, aidée de ses cinq frères et de ses serviteurs, elle tente d'asservir Ben, Ned, Karay et Dominique. Elle a le pouvoir de dominer avec ses yeux. Elle incarne le Mal.
- Arnela est une orpheline solitaire qui élève les chèvres dans la montagne. Plus tard, sa grande force et sa stature feront que même les Razan ne lui chercheront pas querelle. Elle sera fort utile à la délivrance d'Adamo.
- le comte Vincente de Brégons le vieux comte charge Ben et ses amis de retrouver son neveu Adomon prisonnier chez les Razan.
- Anaconda est un marin à bord de "la Petite Marie"
- Pierre est le second à bord de "La Petite Marie"

## Titres dans d'autres langues
- Allemand : Die Gestrandeten
- Anglais : Castways of the flying Dutchman